# Aboncourt (Moselle)
Aboncourt (Duits: Endorf in Lothringen) is een gemeente in het Franse departement Moselle (regio Grand Est) en telt 351 inwoners (2004). De gemeente maakt deel uit van het arrondissement Thionville.

## Geografie
De oppervlakte van Aboncourt bedraagt 5,9 km², de bevolkingsdichtheid is 59,5 inwoners per km².
De onderstaande kaart toont de ligging van Aboncourt (Moselle) met de belangrijkste infrastructuur en aangrenzende gemeenten.

## Demografie
Onderstaande figuur toont het verloop van het inwonertal (bron: INSEE-tellingen).